# РПК-74
5,45-мм ручной пулемёт Калашникова (РПК-74, Индекс ГРАУ — 6П18) — ручной пулемёт, разработанный для замены в войсках пулемёта РПК под патрон 7,62×39 мм в рамках системы стрелкового оружия под малоимпульсный патрон 5,45×39 мм. Принят на вооружение в 1974 году вместе с автоматом АК74. В 1993 году, после создания автомата АК-74М, на Ижевском машиностроительном заводе и вятско-полянском машиностроительном заводе «Молот», соблюдая принцип унификации, провели соответствующую доработку РПК-74 до уровня РПК-74М. Для экспорта на базе РПК-74М также разработан вариант РПК-201 под патрон 5,56×45 мм НАТО, использующий магазины от автомата АК-101 того же калибра, и РПК-203 под патрон 7,62×39 мм.

## Варианты и модернизации
- РПК-74 (Индекс ГРАУ — 6П18) — базовый вариант под патрон 5,45×39 мм;
  - РПК-74П (Индекс ГРАУ — 6П18П) — РПК-74 с оптическим прицелом 1П29;
  - РПК-74Н (Индекс ГРАУ — 6П18Н1) — РПК-74 с ночным прицелом НСПУ (1ПН34) или оптическим ПСО-1;
  - РПК-74Н2 (Индекс ГРАУ — 6П18Н2) — РПК-74 с ночным прицелом НСПУМ (1ПН58);
- РПКС-74 (Индекс ГРАУ — 6П19) — вариант со складным прикладом под патрон 5,45×39 мм;
  - РПКС-74П (Индекс ГРАУ — 6П19П) — РПКС-74 с оптическим прицелом 1П29;
  - РПКС-74Н (Индекс ГРАУ — 6П19Н1) — РПКС-74 с ночным прицелом НСПУ;
  - РПКС-74Н2 (Индекс ГРАУ — 6П19Н2) — РПКС-74 с ночным прицелом НСПУМ;
  - РПКС-74Н3 (Индекс ГРАУ — 6П19Н3) — РПКС-74 с бесподсветочным ночным прицелом НСПУ-3 (1ПН51);
- РПК-74М (Индекс ГРАУ — 6П39) — модернизированный вариант, имеет следующий ряд отличий:[3]

1. аналогично АК-74М, цевьё и ствольная накладка газовой трубки выполнены из ударопрочного стеклонаполненного реактопласта АГ-4В. Металлические детали также защищены от коррозии специальным покрытием.
2. увеличен ресурс ствола при стрельбе новым на момент модернизации патроном 7Н10 с пулей повышенной пробиваемости (заявленный ресурс ствола — до 50 тысяч выстрелов)
3. усилены ствольная коробка и её крышка. На левой стенке ствольной коробки имеется планка для установки ночного или оптического прицела
4. упор направляющего стержня возвратной пружины снабжён утапливаемым упором (что предотвращает срыв крышки ствольной коробки при ударах и сотрясениях)
5. пулемёт снабжён складывающимся влево пластмассовым прикладом, фиксируемым в боевом положении кнопочной защёлкой

- РПК-200:
  - РПК-201 (Индекс ГРАУ — 6П55) — экспортный вариант под патрон 5,56×45 мм;
  - РПК-203 (Индекс ГРАУ — 6П8М) — экспортный вариант под патрон 7,62×39 мм.

## Характеристики
Дальность эффективной стрельбы составляет:
- по одиночным наземным целям — 600 м;
- по воздушным целям — 500 м;
- по групповым наземным целям — 1000 м.

Дальность прямого выстрела:
- по грудной фигуре — 460 м;
- по ростовой фигуре —  640 м.

## Порядок сборки/разборки пулемёта
Неполную разборку пулемёта производят для чистки, смазки и осмотра оружия в следующем порядке:
1. Отделяют магазин;
2. Проверяют отсутствие патрона в патроннике;
3. Вынимают пенал принадлежности из гнезда приклада (кроме пулемётов со складными прикладами);
4. Отделяют шомпол;
5. Отделяют пламегаситель;
6. Отделяют крышку ствольной коробки;
7. Отделяют возвратный механизм;
8. Отделяют затворную раму с затвором;
9. Отделяют затвор от затворной рамы;
10. Отделяют газовую трубку со ствольной накладкой.

Сборка после неполной разборки осуществляется в обратном порядке.
Полную разборку осуществляют для чистки при сильном загрязнении, а также для ремонта в следующем порядке:
1. Производят неполную разборку;
2. Разбирают магазин;
3. Разбирают возвратный механизм;
4. Разбирают затвор;
5. Разбирают ударно-спусковой механизм;
6. Отделяют цевье.

Сборка после полной разборки осуществляется в обратном порядке.